# 37. People’s Choice Awards-gála
Az 37. People’s Choice Awards-gála a 2010-es év legjobb filmes, televíziós és zenés alakításait értékelte. A díjátadót 2011. január 5-én tartották a kaliforniai Nokia Theatreben, a műsor házigazdája Queen Latifah volt. A ceremóniát a CBS televízióadó közvetítette.

## Győztesek és jelöltek
Forrás:

### Film
| Az év filmje | Az év akciófilmje |
| --- | --- |
| - Alkonyat – Napfogyatkozás - Alice Csodaországban - Eredet - Vasember 2. - Toy Story 3. | - Vasember 2. - HA/VER - Perzsia hercege: Az idő homokja - Robin Hood - Salt ügynök |
| Az év vígjátéka | Az év drámája |
| - Nagyfiúk - Párterápia - Könnyű nőcske - Szex és New York 2. - Valentin nap | - Alkonyat – Napfogyatkozás - Alice Csodaországban - Kedves John! - Eredet - Social Network – A közösségi háló |
| Az év családi filmje | Az év horrora |
| - Toy Story 3. - Gru - Így neveld a sárkányodat - A karate kölyök - Shrek a vége, fuss el véle | - Rémálom az Elm utcában - A tébolyultak - Az utolsó ördögűzés - Engedj be! - A Kaptár – Túlvilág |
| Az év férfi filmsztárja | Az év női filmsztárja |
| - Johnny Depp – Alice Csodaországban - Leonardo DiCaprio – Eredet és Viharsziget - Robert Downey, Jr. – Vasember 2. - Taylor Lautner – Alkonyat – Napfogyatkozás és Valentin nap - Robert Pattinson – Emlékezz rám és Alkonyat – Napfogyatkozás                                                                   | - Kristen Stewart – The Runaways – A rocker csajok és Alkonyat – Napfogyatkozás - Jennifer Aniston – Exférj újratöltve és Sejtcserés támadás - Angelina Jolie – Salt ügynök - Katherine Heigl – Bérgyilkosék és Ilyen az élet - Julia Roberts – Ízek, imák, szerelmek és Valentin nap |
| Az év akciófilm-sztárja | Az év vígjáték-sztárja |
| - Jackie Chan – A karate kölyök - Bradley Cooper – A szupercsapat - Robert Downey, Jr. – Vasember 2. - Jake Gyllenhaal – Perzsia hercege: Az idő homokja - Angelina Jolie – Salt ügynök | - Adam Sandler – Nagyfiúk - Drew Barrymore – Hétmérföldes szerelem - Steve Carell – Párterápia és Gyógyegér vacsorára - Tina Fey – Párterápia - Will Ferrell – Pancser Police |
| Az év csapata | Az év 25 év alatti filmsztárja |
| - Robert Pattinson, Kristen Stewart és Taylor Lautner – Alkonyat – Napfogyatkozás - Tina Fey és Steve Carell – Párterápia - Leonardo DiCaprio, Joseph Gordon-Levitt, Ellen Page, Tom Hardy és Dileep Rao – Eredet - Robert Downey, Jr. és Don Cheadle, Vasember 2. - Jaden Smith és Jackie Chan – A karate kölyök | - Zac Efron - Emma Watson - Kristen Stewart - Robert Pattinson - Vanessa Hudgens |

### Televízió
| Az év vígjátéka | Az év drámaműsora |
| --- | --- |
| - Glee – Sztárok leszünk! - Agymenők - Így jártam anyátokkal - Modern család - Két pasi – meg egy kicsi                                                                          | - Doktor House - A férjem védelmében - Gossip Girl – A pletykafészek - A Grace klinika - Vámpírnaplók                                                                                          |
| Az év tévés vígjátékszínésze | Az év tévés vígjátékszínésznője |
| - Neil Patrick Harris – Így jártam anyátokkal - Alec Baldwin – A stúdió - Jim Parsons – Agymenők - Matthew Morrison – Glee – Sztárok leszünk! - Steve Carell – Office            | - Jane Lynch – Glee – Sztárok leszünk! - Alyson Hannigan – Így jártam anyátokkal - Courteney Cox – Született szinglik - Eva Longoria Parker – Született feleségek - Tina Fey – A stúdió        |
| Az év tévés drámai színésze | Az év tévés drámai színésznője |
| - Hugh Laurie – Doktor House - Chace Crawford – Gossip Girl – A pletykafészek - Ian Somerhalder – Vámpírnaplók - Patrick Dempsey – A Grace klinika - Taye Diggs – Doktor Addison | - Lisa Edelstein – Doktor House' - Blake Lively – Gossip Girl – A pletykafészek - Julianna Margulies – A férjem védelmében - Kate Walsh – Doktor Addison - Sandra Oh – A Grace klinika         |
| Az év nyomozós sorozata | Az év nyomozója |
| - Hazudj, ha tudsz! - Dr. Csont - Gyilkos elmék - Esküdt ellenségek: Különleges ügyosztály - NCIS                                                                                | - Tim Roth – Hazudj, ha tudsz! - Emily Deschanel – Dr. Csont - Mariska Hargitay – Esküdt ellenségek: Különleges ügyosztály - Mark Harmon – NCIS - Simon Baker – A mentalista                   |
| Az év sci-fi/fantasyműsora | Az év versenyshowja |
| - A rejtély - Smallville - Odaát - True Blood – Inni és élni hagyni - Vámpírnaplók                                                                                               | - American Idol - America’s Got Talent - Dancing with the Stars - Gordon Ramsay – A pokol konyhája - So You Think You Can Dance                                                                |
| Az év új vígjátékműsora | Az év új drámaműsora |
| - Apa-csata - Jobb veled - Mike és Molly - A számkiszervezett - Nevelésből elégséges                                                                                             | - Hawaii Five-0 - Az esemény - Vadmacskák - Nikita - No Ordinary Family |
| Az év tévés orvosa | Az év tévés családja |
| - Gregory House (Hugh Laurie) - Cristina Yang (Sandra Oh) - Derek Shepherd (Patrick Dempsey) - James Wilson (Robert Sean Leonard) - Meredith Grey (Ellen Pompeo)                 | - Simpsonék – A Simpson család - Griffinék – Family Guy - Harperék – Két pasi – meg egy kicsi - Pritchették/Dunphyék – Modern család - Scavosék – Született feleségek                          |
| Az év megszállottságot okozó sorozata | Az év vendégszereplője |
| - Dexter - Minden lében négy kanál - Hazug csajok társasága - True Blood – Inni és élni hagyni - A nagy svindli                                                                  | - Demi Lovato – A Grace klinika - Betty White – Balfékek - Britney Spears – Glee – Sztárok leszünk! - Carrie Underwood – Így jártam anyátokkal - Neil Patrick Harris – Glee – Sztárok leszünk! |
| Az év beszélgetős műsorvezetőjee | Az év tévés séfjee |
| - Conan O’Brien - Chelsea Handler - Ellen DeGeneres - George Lopez - Oprah Winfrey                                                                                               | - Rachael Ray - Bobby Flay - Gordon Ramsay - Jamie Oliver - Paula Deen |
| Az év bűnös élvezete | Az év családi filmje |
| - Keeping Up with the Kardashians - Jersey Shore - Kathy Griffin: My Life on the D-List - The Real Housewives of New Jersey - Tosh.O                                             | - Rocktábor 2. – A záróbuli - Munkával szerzett pasi - iCarly: iPsycho - A koszorúslányok bosszúja - Randiztam egy sztárral                                                                    |

### Zene
| Az év dala | Az év videóklipje |
| --- | --- |
| - Eminem feat. Rihanna – "Love the Way You Lie" - B.o.B feat. Hayley Williams – "Airplanes" - Katy Perry feat. Snoop Dogg – "California Gurls" - Usher feat. will.i.am – "OMG" - Lady Gaga feat. Beyoncé – "Telephone" | - Eminem feat. Rihanna – "Love the Way You Lie" - Justin Bieber feat. Ludacris – "Baby" - Katy Perry – "Teenage Dream" - Lady Gaga feat. Beyoncé – "Telephone" - Shakira feat. Freshlyground – "Waka Waka" |
| Az év férfi előadója | Az év női előadója |
| - Eminem - Enrique Iglesias - Michael Bublé - Tim McGraw - Usher | - Katy Perry - Carrie Underwood - Lady Gaga - P!nk - Taylor Swift |
| Az év rockzenésze | Az év kiemelkedő zenésze |
| - Paramore - Daughtry - Linkin Park - Maroon 5 - Nickelback | - Selena Gomez & the Scene - B.o.B. - Bruno Mars - Justin Bieber - Ke$ha |
| Az év popzenésze | Az év country előadója |
| - Rihanna - Beyoncé - Katy Perry - Lady Gaga - P!nk | - Taylor Swift - Carrie Underwood - Keith Urban - Lady Antebellum - Rascal Flatts |
| Az év R&B zenésze | Az év hip-hopzenésze |
| - Usher - Alicia Keys - Beyoncé - Mary J. Blige - Ne-Yo | - Eminem - Drake - Jay-Z - Ludacris - Snoop Dogg |

### Web
| Az év közösségi médiás híressége                                       | Az év vírusvideója |
| ---------------------------------------------------------------------- | --- |
| - Katy Perry - Alicia Keys - Betty White - Jimmy Fallon - Teri Hatcher | - "Single Ladies" Devastation - Giant Double Rainbow - Greyson Chance "Paparazzi" - Madison Sq. Park Proposal - Tarp Surfing |

## Műsorvezetők
A gálán az alábbi műsorvezetők működtek közre:
- Jennifer Aniston
- Ben Rappaport
- Mila Kunis
- Emma Roberts
- Kate Walsh
- Taye Diggs
- Jim Parsons
- Miranda Cosgrove
- Minka Kelly
- Pauley Perrette
- Stephen Moyer
- Malin Akerman
- Julie Bowen
- Michael Chiklis
- Ashton Kutcher
- Natalie Portman
- Zachary Levi
- AnnaLynne McCord
- Jerry O’Connell
- Brian Palatucci

## Fordítás
- Ez a szócikk részben vagy egészben  a(z)   37th People's Choice Awards című angol Wikipédia-szócikk fordításán alapul.  Az eredeti cikk szerkesztőit annak laptörténete sorolja fel. Ez a jelzés csupán a megfogalmazás eredetét és a szerzői jogokat jelzi, nem szolgál a cikkben szereplő információk forrásmegjelöléseként.